# Мішель Пірсон
Мішель Пірсон (англ. Michelle Pearson, 22 квітня 1962) — австралійська плавчиня.
Призерка Олімпійських Ігор 1984 року, учасниця 1980 року.
Переможниця Пантихоокеанського чемпіонату з плавання 1985 року.
Призерка літньої Універсіади 1985 року.